# Хибе
Хибе (пол. Chybie) — село в Польщі, у гміні Хибе Цешинського повіту Сілезького воєводства.
Населення — 3893 особи (2011).
У 1975-1998 роках село належало до Бельського воєводства.

## Демографія
Демографічна структура станом на 31 березня 2011 року:
|          | Загалом | Допрацездатний вік | Працездатний вік | Постпрацездатний вік |
| -------- | ------- | ------------------ | ---------------- | -------------------- |
| Чоловіки | 1921    | 462                | 1284             | 175                  |
| Жінки    | 1972    | 373                | 1222             | 377                  |
| Разом    | 3893    | 835                | 2506             | 552                  |